# Caleel Harris
Caleel Harris, född 19 april 2003 i Kalifornien, är en amerikansk skådespelare. 
Harris har bland annat medverkat i Nickelodeon-serierna Blaze och monstermaskinerna där han gör rösten till AJ och Lugn i stormen där han fram till säsong 3 gjorde rösten till Clyde McBride, tills det att han blev ersatt av Andre Robinson.